# Heather Samuel
Heather Samuel (6 juli 1970) is een voormalige sprintster uit Antigua en Barbuda, die is gespecialiseerd in de
100 m en de 200 m. Driemaal nam ze deel aan de Olympische Spelen en behaalde hierbij geen medailles.
Reeds in 1990 won ze twee medailles op de Centraal-Amerikaanse en Caraïbische Spelen: zilver op de 100 m en brons op de 200 m. In 1993 maakte ze haar debuut op de wereldkampioenschappen. Ze bereikte geen finale. In mei van dat jaar liep Samuel in Indianapolis met 11,20 haar persoonlijke besttijd op de 100 m. Een jaar later liep ze haar snelste 200 m in Atlanta in een tijd van 23,20.
In 1995 werd ze een eerste en enige keer Centraal-Amerikaans en Caraïbisch kampioen: ze won de 100 m in 11,31 voor Eldece Clarke en Vírgen Benavides. Op de 200 m moest ze tevreden zijn met een bronzen medaille. Twee jaar later werd ze op beide nummers derde, terwijl op de Centraal-Amerikaanse en Caraïbische kampioenschappen van 1999 ze telkens tweede eindigde achter Katia Benth. In 2002 werd ze nog een tweede keer tweede op de Centraal-Amerikaanse en Caraïbische Spelen. Samuel nam nog diverse malen deel aan wereldkampioenschappen, maar kon zich nooit plaatsen voor de finale. Haar beste resultaat behaalde ze op het WK Indoor 2003 waar ze de halve finales op de 60 m kon bereiken.
Samuel maakte haar Olympisch debuut in 1996 in Atlanta: samen met Dine Potter, Sonia Williams en
Charmaine Thomas werd ze in de eerste ronde van de 4 x 400 m estafette uitgeschakeld in een tijd van 3.44,98 . In 2000 nam ze een tweede keer deel aan de Olympische Spelen van Sydney. Met tijden van 11,62 en 24,44 werd ze zowel op de 100 m als de 200 m in de eerste ronde uitgeschakeld. Vier jaar later in Athene nam ze alleen deel aan de 100 m. In een tijd van 12,05 eindigde ze zesde in haar reeks en werd ze dus meteen uitgeschakeld. Nadien plaatste Samuel een punt achter haar loopbaan.

## Titels
- Centraal-Amerikaans en Caraïbisch kampioen 100 m - 1995

## Persoonlijke records
Outdoor
| Onderdeel | Prestatie | Datum       | Plaats       |
| --------- | --------- | ----------- | ------------ |
| 100 m     | 11,20     | 26 mei 1993 | Indianapolis |
| 200 m     | 23,20     | 22 mei 1994 | Atlanta      |

Indoor
| Onderdeel | Prestatie | Datum            | Plaats     |
| --------- | --------- | ---------------- | ---------- |
| 60 m      | 7,30      | 14 maart 2003    | Birmingham |
| 200 m     | 24,39     | 20 februari 1993 | Carbondale |

## Prestaties
| Jaar | Wedstrijd                                            | Plaats         | Resultaat | Onderdeel | Tijd  |
| ---- | ---------------------------------------------------- | -------------- | --------- | --------- | ----- |
| 1989 | Carifta Games (onder 20 jaar)                        | Bridgetown     | 1e        | 100 m     | 11,71 |
| 1990 | Centraal-Amerikaanse en Caraïbische Spelen           | Mexico-Stad    | 2e        | 100 m     | 11,73 |
|      | Centraal-Amerikaanse en Caraïbische Spelen           | Mexico-Stad    | 3e        | 200 m     | 24,33 |
| 1995 | Centraal-Amerikaanse en Caraïbische kampioenschappen | Guatemala-Stad | 1e        | 100 m     | 11,31 |
|      | Centraal-Amerikaanse en Caraïbische kampioenschappen | Guatemala-Stad | 3e        | 200 m     | 23,34 |
|      | Pan-Amerikaanse Spelen                               | Mar del Plata  | 3e        | 100 m     | 11,33 |
| 1997 | Centraal-Amerikaanse en Caraïbische kampioenschappen | San Juan       | 3e        | 100 m     | 11,38 |
|      | Centraal-Amerikaanse en Caraïbische kampioenschappen | San Juan       | 3e        | 200 m     | 23,73 |
| 1999 | Centraal-Amerikaanse en Caraïbische kampioenschappen | Bridgetown     | 2e        | 100 m     | 11,48 |
|      | Centraal-Amerikaanse en Caraïbische kampioenschappen | Bridgetown     | 2e        | 200 m     | 23,64 |
| 2002 | Centraal-Amerikaanse en Caraïbische Spelen           | San Salvador   | 2e        | 100 m     | 11,44 |
|      | Centraal-Amerikaanse en Caraïbische Spelen           | San Salvador   | 3e        | 200 m     | 24,13 |